# 埃拉韦妮尔·瓦拉里万
埃拉韦妮尔·瓦拉里万（1999年8月2日—），印度女子射击运动员，2022年世界射击锦标赛女子10米气步枪团体铜牌得主、2021年世界大运会女子10米气步枪金牌得主和混合团体10米气步枪银牌得主。